# Romneya coulteri
Pavot en arbre
Espèce
Classification APG IV (2016)
Romneya coulteri, ou Pavot en arbre, est une espèce de plantes à fleurs de la famille des Papaveraceae originaire de Californie et de Basse-Californie où elle pousse dans le chaparral (maquis) sec et les zones côtières peu arrosées.
C’est un arbrisseau formé de longues tiges vertes de plus de deux mètres de long. L’été, il produit de grandes fleurs qui ressemblent à des pavots blancs pourvus d'un gros cœur d'étamines jaune d’or.
Il est utilisé comme arbrisseau ornemental dans les jardins des régions de climats méditerranéen et océanique doux, pas trop humide.

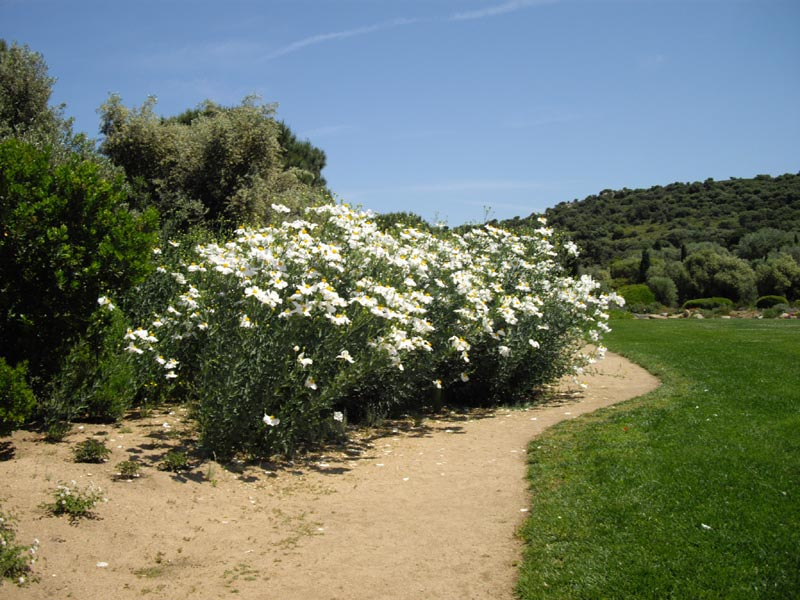
Romneya coulteri au Parc de Saleccia.

## Nomenclature et étymologie
L’espèce a été décrite et nommée Romneya coulteri en 1845 par le médecin botaniste irlandais William Henry Harvey (1811-1866) dans le London Journal of Botany 4 : 75–76, pl. 3.
Son nom de genre Romneya a été choisi par Harvey pour honorer la mémoire du révérend Thomas Romney Robinson (1792-1882), prêtre anglican et astronome irlandais renommé, directeur de l’Observatoire d'Armagh en Irlande du Nord.
L’épithète spécifique coulteri a aussi été choisi par Harvey en hommage à Thomas Coulter (1793-1843), un botaniste et médecin irlandais qui a étudié la flore du Mexique et du sud-ouest des États-Unis.
L’explication de Harvey sur son choix d’associer le prénom d’un astronome au nom d’une plante tient à sa volonté d’« honorer la mémoire du Dr. Coulter à travers son ami » le Rev. Dr T. Romney Robinson. Mais comme le nom de genre botanique Robinsonia (de la famille des Asteraceae) avait déjà été créé par De Candolle, il a du se reporter sur le prénom du Rév. Romney Robinson.
La nomination d'une espèce est un acte qui peut avoir une portée permanente et qui crée une sorte d'immortalité scientifique à la fois pour le nommeur et pour la personne en l'honneur de laquelle l'espèce est nommée. Chaque descripteur pense avoir ainsi le pouvoir d’assurer à ses pairs et à lui-même une place dans l’histoire de la botanique, une sorte de « panthéonisation » personnelle.

## Description

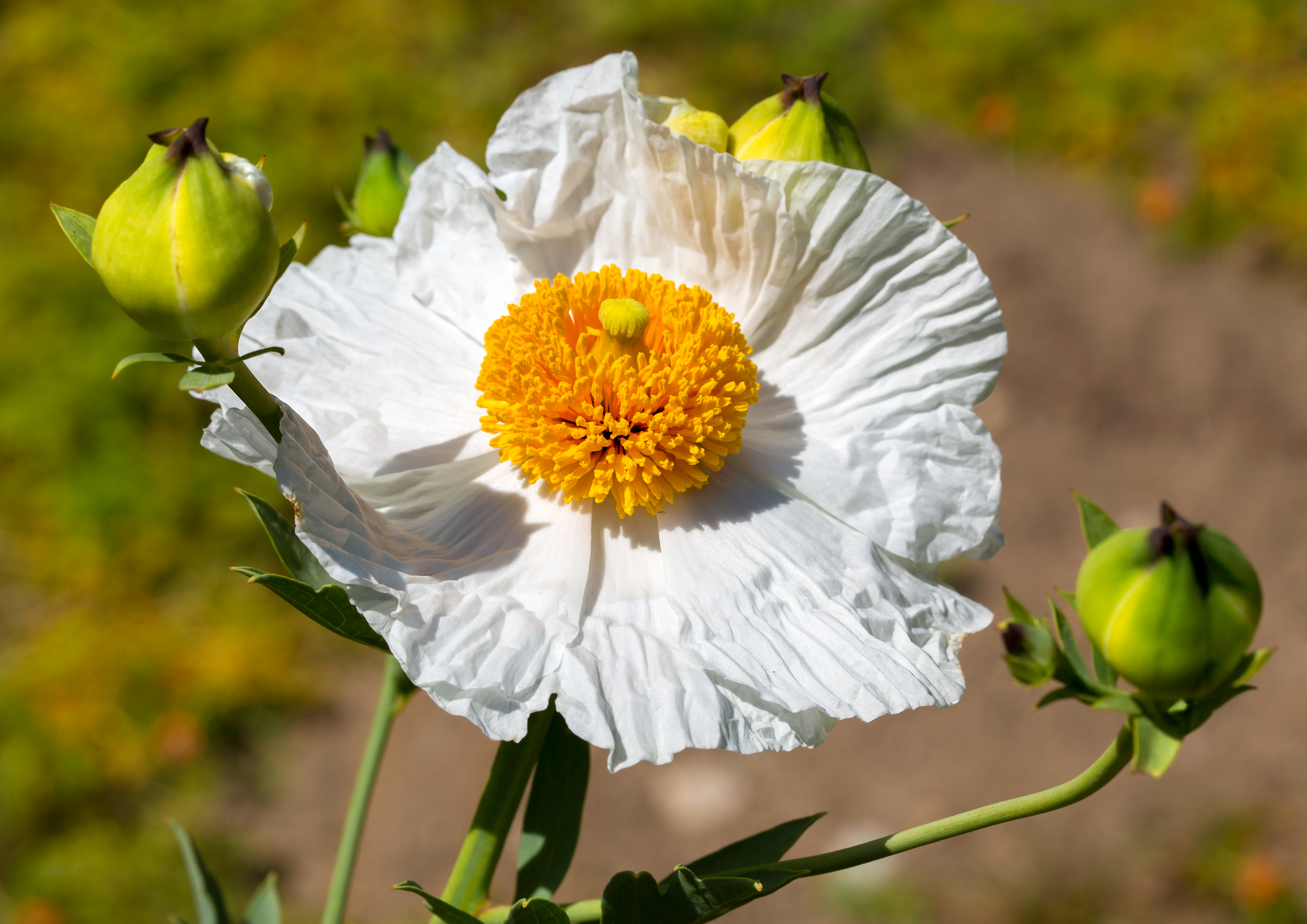
Fleur; 3+3 pétales blancs froissés, nombreuses étamines, pistil formé de plusieurs carpelles soudés, terminé par des stigmates.

Le Romneya coulteri  est un arbrisseau formé de longues tiges vertes partant d’une souche ligneuse, rhizomateuse, presque droites, de plus de deux mètres de long. Elles portent des rameaux, verts eux aussi mais bien plus courts (de 40–100 cm), portant les feuilles et des bougeons floraux à leur extrémité. Cet arbrisseau forme une demie boule de deux mètres cinquante de hauteur.
Les feuilles simples, alternes, pennatiséquées, divisées en 3 à 5 lobes, parfois un peu dentées, sont vert olive, plus claires en dessous, de 5 à 20 cm de long. Le pétiole fait de 1 à 2 cm de long.
Son inflorescence se présente sous la forme d'une grande fleur blanche solitaire, terminale, de 10 cm de diamètre, avec six pétales d’un blanc pur, froissés, en 2 verticilles de 3 pétales, et une couronne dense d'étamines jaunes d’or, entourant le pistil.
Son fruit est une capsule rouge de trois à quatre centimètres aux minuscules graines.
La floraison et la fructification ont lieu simultanément de mai-juin à août-septembre en France.
Cette espèce peut s’hybrider avec Romneya trichocalix. C’est une plante liée à l’écologie du feu : la dormance des graines ne sera levée qu'en présence de fumée.

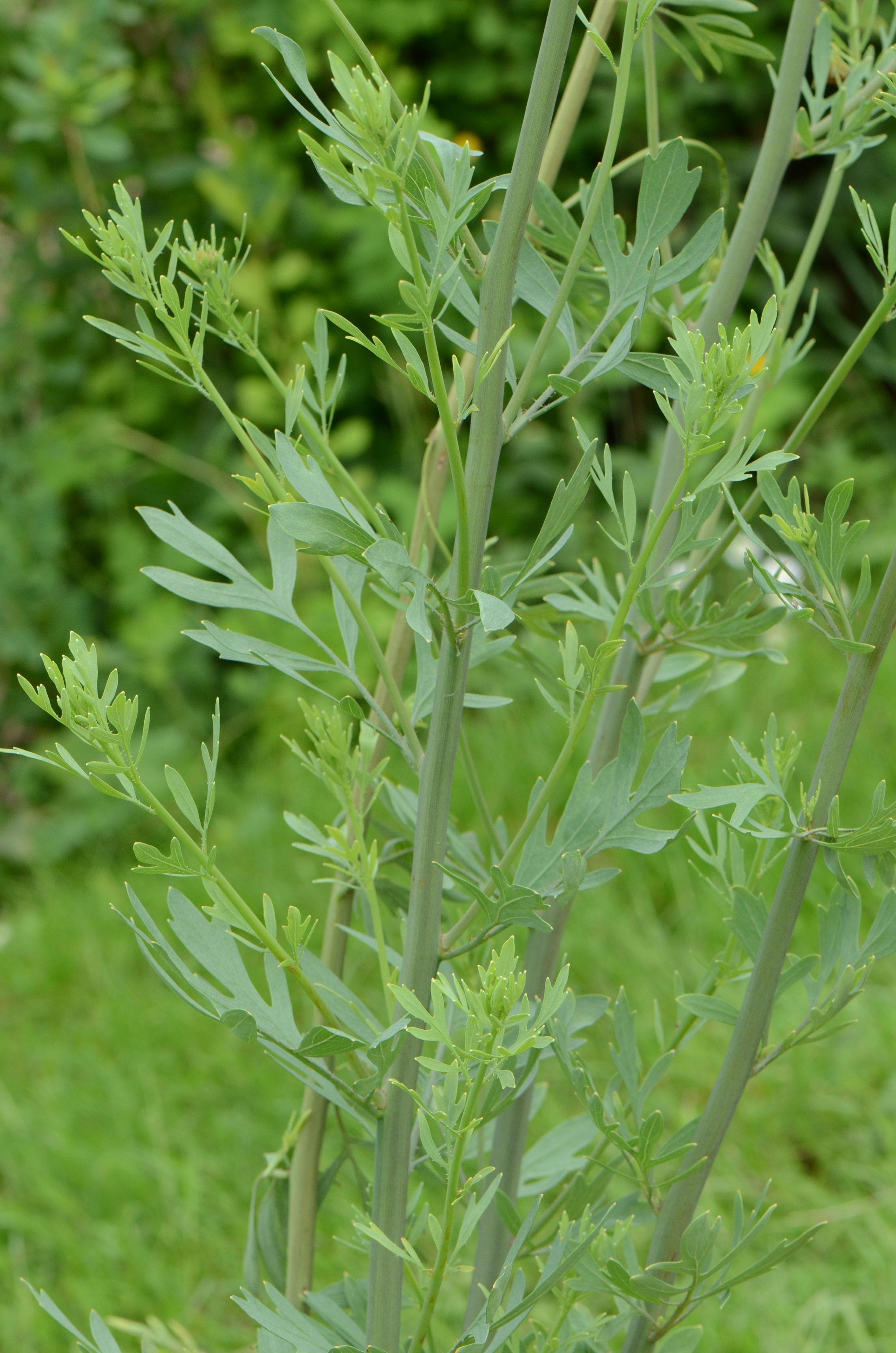
Branches feuillues de R. coulteri.
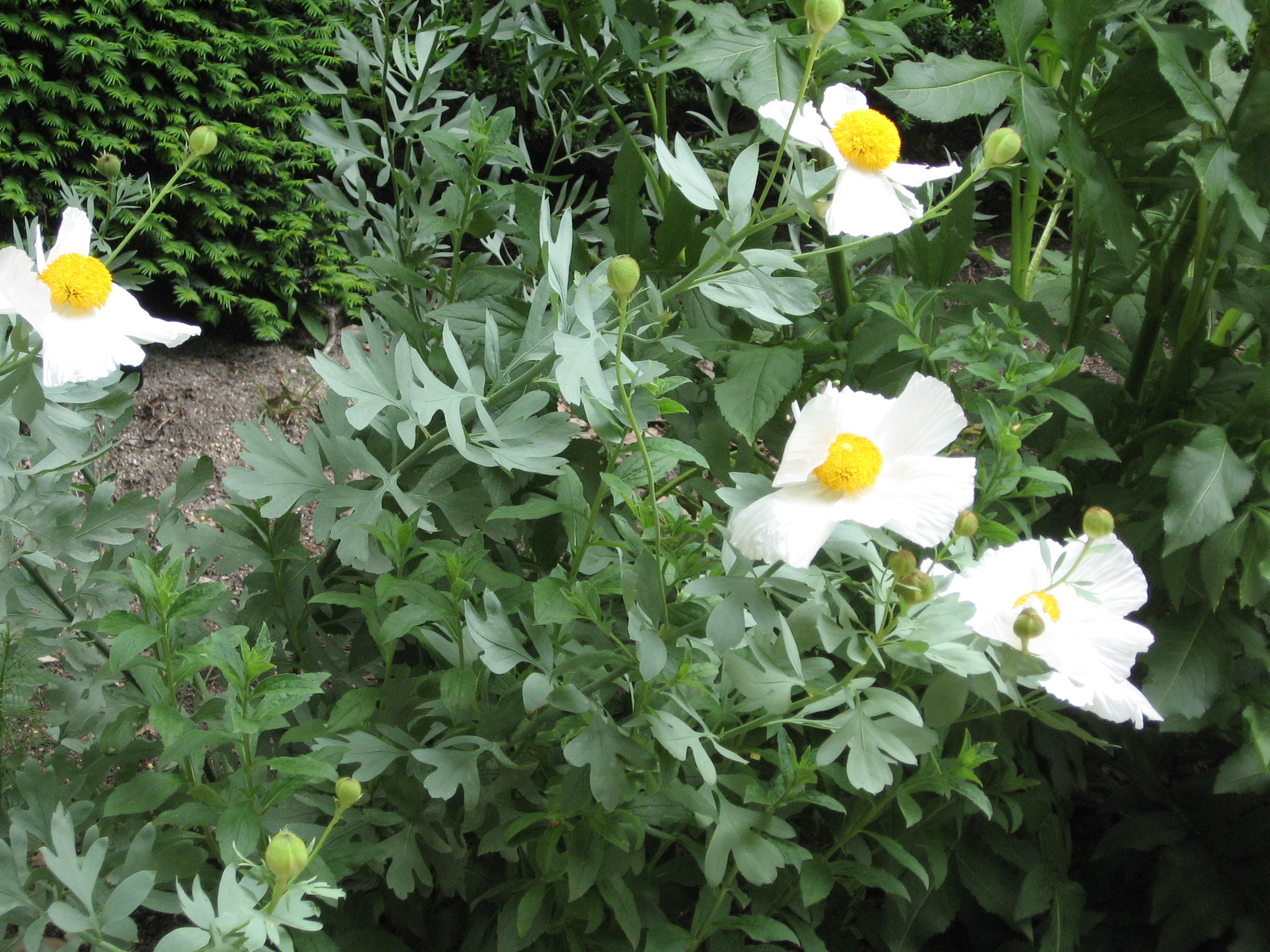
Feuilles pennatiséquées et fleurs.
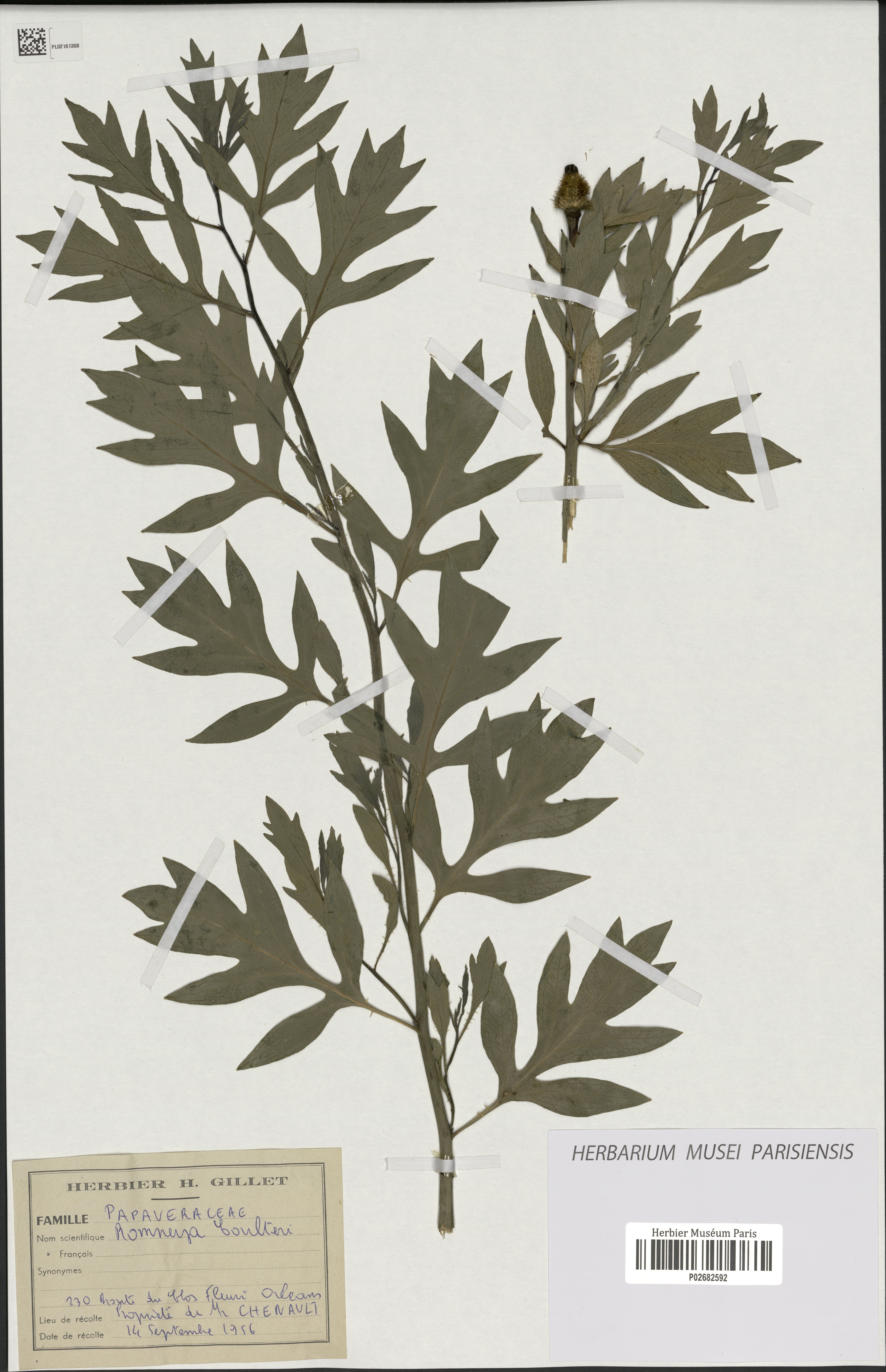
Feuilles pennatiséquées.
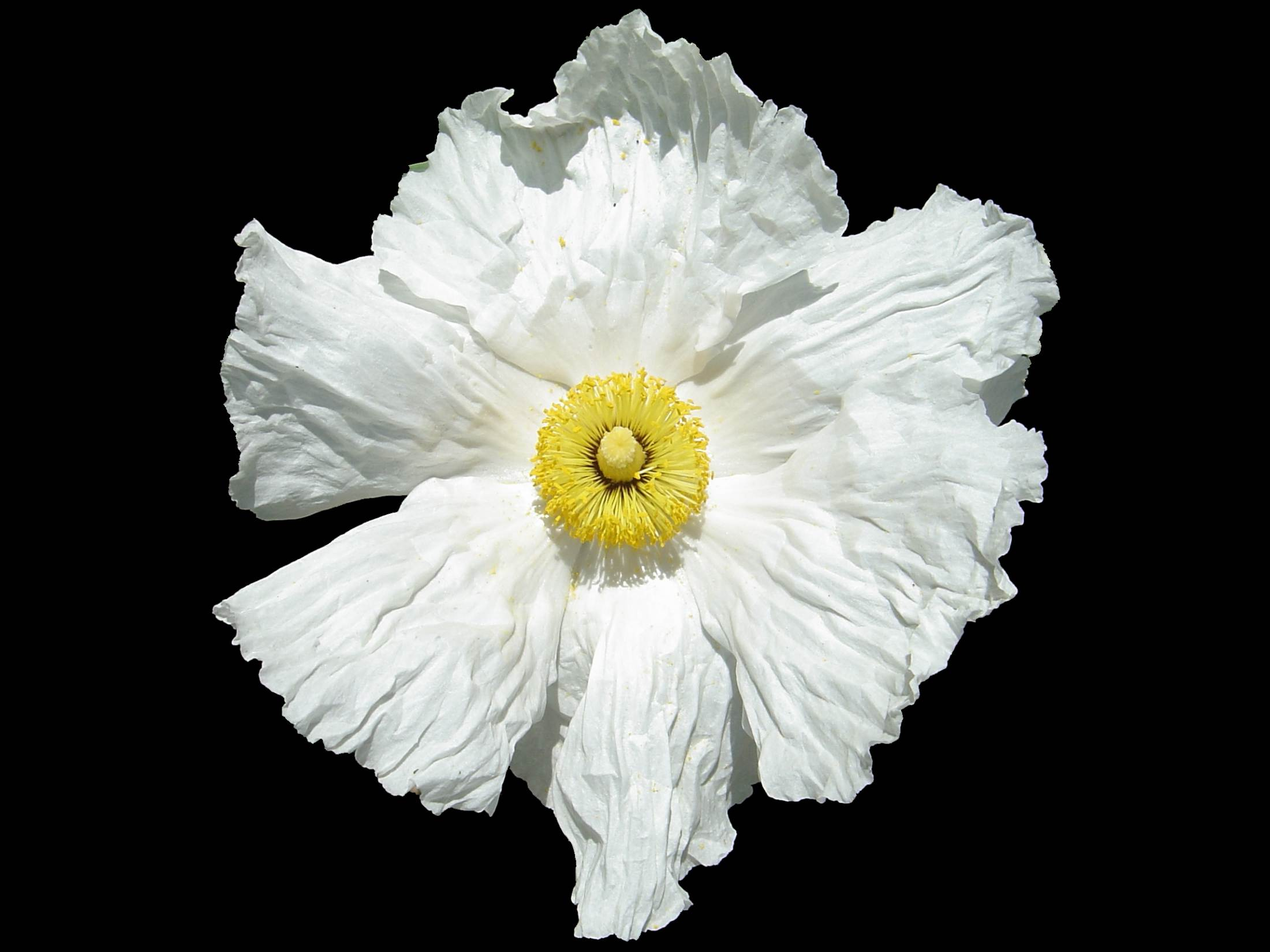
Fleur d'un blanc éclatant.

## Distribution et habitats
Romneya coulteri est originaire de Californie et du Nord-ouest du Mexique (Baja California Norte), selon POWO.
Cette espèce a été introduite en Australie où elle s’est naturalisée.
Elle croit principalement dans le biome subtropical mais on la trouve en culture dans les régions tempérées.
En Californie, elle pousse dans les canyons en dessous de 1 200 m, dans le chaparral (une sorte de maquis) sec et les zones côtières peu arrosées, allant de Santa Barbara à San Diego et en Baja California.

## Utilisations

### Horticulture
Le pavot en arbre est un arbrisseau ornemental encore peu répandu dans les zones tempérées mais qui mériterait d’être mieux connu pour sa floraison généreuse durant une grande partie de l’été. Il produit de grandes fleurs qui ressemblent à des pavots blancs pourvus d'un gros cœur d'étamines jaune d’or. Originaire du maquis (chaparral) californien au climat chaud et sec, il supporte cependant des épisodes froids où la température descend jusqu’à −12 °C. Il est bien adapté aux climats méditerranéen et océanique doux, pas trop humides. Sa culture est jugée parfois délicate.
Au jardin, si les tiges ne supportent pas le froid local, il suffit de les couper au ras du sol et de protéger la souche avec un mulch épais et sec. Sinon, il faut les rabatte à un quart de leur longueur. La plante apprécie les sols plutôt secs et pauvres. Toutefois, un arrosage au plus chaud de l’été assure une floraison abondante.

### Pharmacologie
Des alcaloïdes isoquinoléiques ont été isolés dans Romneya coulteri,.